# Red Flavor
"Red Flavor" é uma canção do grupo feminino sul-coreano Red Velvet, lançado como single de  The Red Summer (2017). "Red Flavor" foi lançado por SM Entertainment em 9 de julho de 2017, juntamente com o álbum. Escrito por Kenzie e produzido por Daniel Caesar e Ludwig Lindell (também conhecido como Caesar & Loui), "Red Flavor" é uma música dance-pop com uma atmosfera de verão, onde as letras falam de um relacionamento jovem com referências ao verão.
Desde o seu lançamento, "Red Flavor" recebeu críticas positivas de críticos de música que o elogiaram como um atraente hino de verão, aparecendo em várias listas de crítica de fim de ano. A canção foi um sucesso comercial na Coréia do Sul, tornando-se a primeira música do grupo em estar localizada no primeiro lugar de Gaon Chart e sua quinta música em vender um milhão de cópias. Ele também alcançou sucesso no exterior, ocupando o quarto lugar na Billboard World Digital Songs, seu primeiro single a entrar nas paradas da Billboard nas Filipinas e no Japão.

## Antecedentes
Após o lançamento do quarto EP do Red Velvet, Rookie em fevereiro, SM Entertainment anunciou em 23 de junho de 2017 que o grupo faria seu retorno com o primeiro álbum de verão e que o videoclipe já havia sido filmado. Isso marcou o segundo retorno do grupo em 2017. Em 30 de junho, as primeiras fotos do teaser foram publicadas nas redes sociais do grupo. O título do álbum e a lista completa de músicas, incluindo "Red Flavor", foram revelados no mesmo dia. Em 7 de julho, um teaser de "Red Flavor" foi lançado através do canal oficial da SM Town, com o vídeo da música sendo publicado dois dias depois. 

## Composição
"Red Flavor" foi produzido por Daniel Caesar e Ludwig Lindell, que já haviam trabalhado com vários artistas sul-coreanos sob o nome de Caesar & Loui. Em uma entrevista com Tone Glow, a dupla revelou que foi originalmente escrita para o grupo britânico Little Mix com o título "Dancing with Nobody". Depois de decidir que a música também poderia funcionar no mercado K-pop, eles gravaram a demo com a voz de Ylva Dimberg, cuja voz ainda é ouvida nas vozes de fundo no pré-refrão. Uma voz distorcida cantando a letra de "Red Flavor" apresentada na canção foi feita pelo próprio Lindell. Suas letras, que foram escritas pelo compositor Kenzie, se concentram em um amor de verão usando frutas como referências.
Musicalmente, Tamar Herman, da Billboard, caracterizou "Red Flavor" como uma música electropop com "sintetizadores dramáticos e uma melodia de percussão", fazendo da música seu sexto single a seguir o conceito "Red". Foi composto em código de A major com um tempo de 125 batidas por minuto.
Inicialmente publicado em coreano, uma versão japonesa da música foi gravada para o primeiro showcase japonês do grupo realizado em 6 de novembro de 2017.

## Promoções
Coreografado por Kyle Hanagami que também trabalhou com o grupo nos singles "Be Natural" (2014), "Ice Cream Cake" (2015) e "Russian Roulette" (2016), o vídeo da canção foi dirigido pelo realizador Seong Chang-won, tem um tema colorido de verão que apresenta os cinco membros cantando sobre o amor no verão, enquanto eles dançam ao ar livre e fazem uma festa em casa. Joy se reuniu com o fundador da SM Entertainment, Lee Soo-man, em um jantar SMTown, que revelou que ele esteve muito envolvido na supervisão do título, letras, melodia, ritmo e até a coreografia da música.
Um dia antes do lançamento digital, "Red Flavor" foi tocado pelo grupo pela primeira vez em um show do SMTOWN em Seul, considerando-o uma versão não convencional. Horas depois de seu lançamento em 9 de julho, o grupo tocou a música no Inkigayo, onde também tocaram "You Better Know". Eles continuaram a promover a música em outros programas musicais como The Show, M! Countdown, Music Bank e Show Champion, onde ganharam seu primeiro troféu por "Red Flavor" em 20 de julho de 2017.

## Recepção comercial
Nas primeiras 24 horas após o seu lançamento, o "Red Flavor" rapidamente ultrapassou as sete listas digitais coreanas e a lista digital do iTunes de oito países. Na terceira semana de julho de 2017, a canção estreou em primeiro lugar na Gaon Digital Chart, dando ao grupo seu primeiro sucesso digital número 1. Ele também estreou em primeiro lugar na Gaon Download Chart com 291 643 downloads, tornando-se o disco grupo mais vendido na primeira semana. Desde dezembro de 2017, a música já foi baixada mais de um milhão de vezes, tornando-se a quinta música com um milhão de vendas do grupo e atualmente seu segundo hit mais vendido, atrás apenas da "Russian Roulette" (2016). A música então estreou na segunda posição do Korea K-Pop Hot 100.

## Desempenho nas paradas

### Gráficos semanais
| Parada (2017)                       | Melhor posição |
| ----------------------------------- | -------------- |
| Japão (Japan Hot 100)               | 25             |
| Filipinas (Philippine Hot 100)      | 24             |
| Coreia do Sul (Gaon Digital Chart)  | 1              |
| Coreia do Sul (K-pop Hot 100)       | 2              |
| Estados Unidos (World Digital Song) | 4              |

### Gráficos mensais
| Parada (2017)                      | Melhor posição |
| ---------------------------------- | -------------- |
| Coreia do Sul (Gaon Digital Chart) | 2              |

## Histórico de lançamento
| Região           | Data               | Formato          | Rótulo                        |
| ---------------- | ------------------ | ---------------- | ----------------------------- |
| No mundo inteiro | 9 de julho de 2017 | Download digital | SM Entertainment              |
| Coreia do Sul    | 9 de julho de 2017 | Download digital | SM Entertainment, Genie Music |